# Macària (filla d'Hades)
Macària (del grec antic Μακαρία, ‘la benaurada’) és el nom d’una divinitat femenina menor relacionada amb el déu Hades, del qual és filla. Comparteix nom amb una filla d'Hèracles. Sembla, emperò, que algunes fonts les relacionen íntimament, com ara Zenobi o l’enciclopèdia romana d'Orient, la Suïda.
La informació que tenim sobre aquest personatge mitològic és força reduïda, per la qual cosa tota afirmació sobre aquesta filla d’Hades cau en el camp de les conjectures i les interpretacions. La seva filiació amb Hades sembla una associació lògica, però no se’ns diu enlloc qui és sa mare. Per tant, no podem afirmar que fos filla de Persèfone o d’alguna altra amant del déu de l’inframon; de fet, no existeix cap font que detalli la descendència d’Hades i Persèfone.
Hom ha suggerit que Macària podria ser la contrapart femenina del déu Tànatos. Alguns texts, de més a més, la relacionen amb les Illes dels Benaurats, car seria una representació de la mort beneïda, en relació amb els «morts beneïts», eufemisme emprat per a anomenar els qui han tingut una mort heroica.